# Colangia
Genre
Colangia est un genre de coraux durs de la famille des Caryophylliidae.

## Liste d'espèces
| Selon World Register of Marine Species (27 juin 2015) : - Colangia immersa Pourtalès, 1871 - Colangia jamaicaensis Cairns, 2000 - Colangia moseleyi Faustino, 1927 - Colangia multipalifera Cairns, 2000 | Selon ITIS (27 juin 2015) : - Colangia immersa De Pourtalès, 1871 - Colangia moseleyi Faustino, 1927 |